# Europäisches Nachlasszeugnis
Die EU-Erbrechtsverordnung (Verordnung (EU) Nr. 650/2012; EuErbVO) hat das Europäische Nachlasszeugnis (ENZ) eingeführt (ohne selbst eine exakte Legaldefinition vorzunehmen). Es wird jeweils von einer Behörde im zur Führung des Nachlassverfahrens (in Österreich: Verlassenschaftsverfahrens) primär zuständigen Mitgliedstaat der Europäischen Union zur Verwendung in (zumindest) einem anderen Mitgliedstaat der Europäischen Union ausgestellt. Das Zeugnis tritt entsprechend dem Subsidiaritätsprinzip nicht an die Stelle der innerstaatlichen Schriftstücke, die in den Mitgliedstaaten zu ähnlichen Zwecken verwendet werden.
Aus der EuErbVO lässt sich ableiten, dass es sich beim Europäischen Nachlasszeugnis um ein von einer Behörde eines Mitgliedstaates ausgestelltes Dokument handelt, in dem bestimmte Rechte und Rechtstellungen von am Nachlassverfahren und / oder Nachlass beteiligten Personen beurkundet werden. Im Einzelnen dient das Europäische Nachlasszeugnis zum Nachweis der Rechtsstellung und der Rechte als Erbe, als Vermächtnisnehmer mit unmittelbarer Berechtigung am Nachlass, als Testamentsvollstrecker oder als Nachlassverwalter. Der Zweck des Europäischen Nachlasszeugnisses besteht darin, die Abwicklung eines Erbes mit grenzüberschreitendem Bezug zu vereinfachen, weil damit standardisiert eine Rechtsstellung beziehungsweise Rechte in einem anderen Mitgliedstaat nachgewiesen werden können. Die Verwendung des Europäischen Nachlasszeugnisses ist nicht verpflichtend (Art. 62 Abs. 2).
Die Ausstellungsbehörde bewahrt die Urschrift des Zeugnisses auf und stellt jedem Antragsteller und jeder anderen Person, die ein berechtigtes Interesse bescheinigt, eine oder mehrere beglaubigte Abschriften aus (Art. 70 Abs. 1), welche jedoch maximal sechs Monate gültig sind (Art. 70 Abs. 3). Das Zeugnis stellt ein wirksames Schriftstück für die Eintragung von Nachlassvermögen in das einschlägige Register (bspw. Grundbuch) eines (anderen) Mitgliedstaats dar (Art. 69 Abs. 5). Die Ausstellungsbehörde berichtigt oder ändert das Zeugnis im Falle eines Fehlers auf Verlangen jedweder Person, die ein berechtigtes Interesse bescheinigt, oder von Amts wegen (Art. 71).